# Limán (Bíljorod-Dnistrovski)
Limán (en ucraniano: Лиман, romanizado: Lymán)  es un pueblo ucraniano perteneciente al óblast de Odesa. Situado en el suroeste del país, es parte del raión de Bíljorod-Dnistrovski y del municipio (hromada) homónimo.

## Toponimia
El nombre del asentamiento en otros idiomas de importancia en el asentamiento es también Limán (en ruso: Лиман). Hasta 1947, el nombre oficial del pueblo era Zolocari (en ucraniano: Золокари, romanizado: Zolokary; en rumano: Zolocari).

## Geografía
El pueblo está situado al este del limán de Sasik, a 6 km al norte del Mar Negro, a 28 km de Tatarbunari y a 165 km de Odesa.  

## Historia
El pueblo fue fundado en 1812 en la región histórica de Besarabia por cosacos de Transdanubia en el lugar de un campamento militar turco conocido como Büyük Zolokary. Más tarde, en 1818, se establecieron aquí los campesinos siervos ucranianos que huyeron de las propiedades donde trabajaban. Tras el tratado de París de 1856, que puso fin a la guerra de Crimea (1853-1856), Zolocari pasó a manos del principado de Moldavia y tras la unión de Moldavia con Valaquia en 1859, del reino de Rumania. Tras la paz de Berlín de 1878, Rumania se vio obligada a ceder el sur de Besarabia a Rusia.  
En enero de 1918 comenzó la intervención y anexión al reino de Rumania. Ese mismo año, los bolcheviques locales crearon una unidad del Ejército Rojo, que luchó contra los rumanos. Como resultado de la reforma agraria llevada a cabo en 1918-1924, las mejores tierras fueron devueltas a los campesinos y colonos ricos, en quienes el gobierno real rumano vio apoyo social. Durante el período de entreguerras, el pueblo estaba en la zona de interés de los activistas bolcheviques de la URSS, donde había un comité revolucionario clandestino. Varios aldeanos participaron en el levantamiento de Tatarbunari de septiembre de 1924, organizado por los bolcheviques en la URSS.
Diviziya fue entregada a la Unión Soviética con el pacto Ribbentrop-Mólotov. El 7 de agosto de 1940 se creó el óblast de Izmaíl, formada por los territorios situados en el sur de Besarabia y que fueron anexados a la RSS de Ucrania. El 29 de julio de 1941, Zolocari fue tomada por tropas germano-rumanas durante la operación Barbarroja de la Segunda Guerra Mundial y recuperada en 1944 por tropas soviéticas. 
Hasta 1947, el pueblo llevaba el nombre oficial de Zolocari, en ese año pasó a llamarse Limán. En 1954, se abolió el óblast de Izmaíl y las localidades que la componen se incluyeron en el óblast de Odesa. 

## Demografía
La evolución de la población de Limán entre 1989 y 2001 fue la siguiente:
| 3432                                                          | 1791 | 1641 |
| (Fuente: Cities & Towns of Ukraine y UKRAINE: Größere Städte) |      |      |

Según el censo de 2001, la lengua materna de la mayoría de los habitantes, el 93,85%, es el ucraniano; del 2,74%, el ruso; y del 2,38%, el rumano.Según el censo rumano de 1930, en Limán ese año los ucranianos representaban el 89,42% de los habitantes; los rusos, el 8,36%; los judíos, el 1,11%; y los rumanos, el 0,38%.

## Economía
Los habitantes del pueblo de Limán se dedican principalmente a la agricultura y la viticultura. 